# Guntavaripalli, Srinivaspur
Guntavaripalli là một làng thuộc tehsil Srinivaspur, huyện Kolar, bang Karnataka, Ấn Độ.